# Aeropuerto 11 de Noviembre
El Aeropuerto 11 de Novembro (en portugués, Aeroporto 11 de Novembro), también conocido como Aeropuerto de Ondijiva, es un aeropuerto ubicado en la ciudad de Ondijiva, en Angola.
La pista tiene 3.243 metros de largo y 29 metros de ancho.
Construido durante el período colonial, el aeropuerto fue completamente destruido al final de la Guerra de Independencia de Angola por las tropas sudafricanas, y solo fue reconstruido después del final de la guerra civil angoleña.
Rinde homenaje al 11 de noviembre de 1975, día de la proclamación de la independencia de Angola.